# Sessions (Album)
Sessions (englisch Sitzungen) ist ein bislang unveröffentlichtes Album der britischen Band The Beatles, auf dem 1985 erstmals unveröffentlichtes Material der Band enthalten sein sollte. Die Veröffentlichung wurde kurzfristig von den drei damals noch lebenden Beatles unterbunden.
Das Album sollte dreizehn Lieder enthalten, die teils komplett unveröffentlicht waren oder in unbekannten Versionen zu hören sind. Zusätzlich sollte eine Single mit dem unveröffentlichten Titel Leave My Kitten Alone auf der A-Seite und einer alternativen Version von Ob-La-Di, Ob-La-Da auf der B-Seite erscheinen.

## Entstehungsgeschichte
Im Jahr 1976 lief der neunjährige Plattenvertrag der Beatles mit der EMI aus, was zunächst dazu führte, dass zahlreiche Kompilationen mit bekannten Liedern der Band veröffentlicht wurden. Gleichzeitig wurden die umfangreichen Archive der EMI nach kommerziell verwertbaren unveröffentlichten Liedern der Beatles durchforstet. Es wurden hausinterne Audiokassetten mit dem aufgefundenen Material gefertigt, von denen eine auf unbekanntem Wege in die Öffentlichkeit geriet.
Die Archive der EMI wurden 1981 und 1982 von einem Tontechniker erneut nach verwertbarem Material durchsucht und erstmals auch katalogisiert. 1983 konnten Besucher der Abbey Road Studios sich einen Teil dieser Arbeitsergebnisse vor Ort anhören.
Geoff Emerick, ein ehemaliger Tontechniker der Beatles, stellte 1984 erstmals Titel für ein Album mit unveröffentlichtem Material der Beatles zusammen. Um den klangtechnischen Ansprüchen der 1980er Jahre zu entsprechen, wurden annähernd alle Titel durch Schnitte oder Fadeouts verkürzt und neu abgemischt. Als Veröffentlichungstermin des nunmehr Sessions benannten Albums war der November 1984 vorgesehen. Zeitgleich sollte jedoch auch das Soloalbum Give My Regards to Broad Street von Paul McCartney veröffentlicht werden, sodass die Veröffentlichung von Sessions aus marketingtechnischen Gründen auf den 25. Februar 1985 verschoben wurde.
Erst zu diesem Zeitpunkt wurden die damals noch lebenden Beatles Paul McCartney, George Harrison und Ringo Starr sowie die Vertreter des 1980 verstorbenen John Lennon über das Projekt Sessions informiert. Die noch lebenden Beatles intervenierten sofort gegen die Veröffentlichung und kündigten an, über das Format der Veröffentlichung beraten zu wollen.
Eine Kopie des Masterbandes des Albums Sessions geriet in die Hände von Bootleggern, woraufhin mehrere Schwarzpressungen des Albums erschienen.
Drei Doppelalben erschienen 1995/96 im Rahmen der Anthology-Serie, auf denen zum Teil auf die Abmischungen zurückgegriffen wurde, die im Rahmen des Sessions-Projektes angefertigt worden waren.

## Titelliste
Seite 1
| Nr. | Lied                                          | Autor                | Leadgesang | Länge | Veröffentlichung |
| --- | --------------------------------------------- | -------------------- | ---------- | ----- | ---------------- |
| 01  | Come and Get It                               | Paul McCartney       | McCartney  | 2:26  | Anthology 3      |
| 02  | Leave My Kitten Alone                         | John/Turner/McDougal | Lennon     | 2:54  | Anthology 1      |
| 03  | Not Guilty                                    | George Harrison      | Harrison   | 3:17  | Anthology 3      |
| 04  | I’m Looking Through You (alternative Version) | Lennon/McCartney     | McCartney  | 2:21  | Anthology 2      |
| 05  | What’s the New Mary Jane                      | Lennon/McCartney     | Lennon     | 5:59  | Anthology 3      |

Seite 2
| Nr. | Lied                                               | Autor                              | Leadgesang                                                        | Länge | Veröffentlichung                                       |
| --- | -------------------------------------------------- | ---------------------------------- | ----------------------------------------------------------------- | ----- | ------------------------------------------------------ |
| 06  | How Do You Do It?                                  | Mitch Murray                       | Lennon/McCartney                                                  | 1:55  | Anthology 1                                            |
| 07  | Besame Mucho                                       | Velázquez                          | McCartney                                                         | 2:33  | Anthology 1                                            |
| 08  | One After 909 (alternative Version)                | Lennon/McCartney                   | Lennon                                                            | 2:53  | Anthology 1                                            |
| 09  | If You’ve Got Trouble                              | Lennon/McCartney                   | Starr                                                             | 2:21  | Auf Anthology 2 erschien die ungekürzte Version (2:48) |
| 10  | That Means a Lot                                   | Lennon/McCartney                   | McCartney                                                         | 2:25  | Anthology 2                                            |
| 11  | While My Guitar Gently Weeps (alternative Version) | Harrison                           | Harrison                                                          | 3:03  | Anthology 3                                            |
| 12  | Mailman, Bring Me No More Blues                    | Roberts/Katz/Clayton               | Lennon/McCartney                                                  | 2:02  | Anthology 3                                            |
| 13  | Christmas Time (Is Here Again)                     | Lennon/McCartney/ Harrison/Starkey | Lennon/McCartney/ Harrison/Starkey/ George Martin/Victor Spinetti | 2:42  | Free as a Bird (EP) und B-Seite der Single             |